# قرقاول‌ها
سردهٔ قرقاول‌ها یا قرقاول‌های نمادین (نام علمی: Phasianus) در خانواده قرقاولان از دو گونه تشکیل شده است. نام لاتین سرده برای قرقاول (Pheasant) است.

## گونه‌ها
این جنس تنها دو گونه دارد.
قرقاول معمولی (P. colchicus) حدود ۳۰ زیرگونه شناخته‌شده دارد که پنج یا شش گروه مجزا را تشکیل می‌دهند. یک زیرگونه تنها در جزیره تایوان در سواحل جنوبی قاره چین و بقیه در سرزمین اصلی آسیا یافت می‌شوند که از غرب تا قفقاز می‌رسد. برخی از زیرگونه‌ها به اروپا، آمریکای شمالی و جاهای دیگر معرفی شده‌اند، جایی که دورگه شده و به خوبی تثبیت شده‌اند.
قرقاول سبز (P. versicolor) گونه‌ای از ژاپن است که فسیلها نشان می‌دهند که حدود ۲٫۰ تا ۱٫۸ میلیون سال پیش از P. colchicus جدا شده است.
| نر | ماده | نام                  | نام رایج      | پراکندگی                              |
| -- | ---- | -------------------- | ------------- | ------------------------------------- |
|    |      | Phasianus colchicus  | قرقاول معمولی | آسیا به اروپا، آمریکای شمالی معرفی شد |
|    |      | Phasianus versicolor | قرقاول سبز    | ژاپن                                  |

## زادآوری

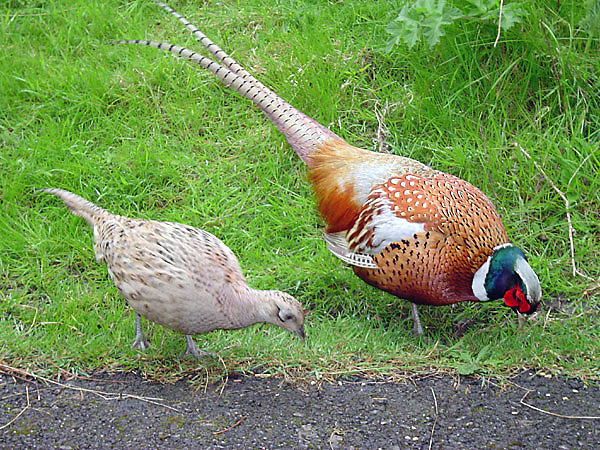
قرقاول نر در سمت راست و قرقاول ماده در سمت چپ

قرقاول‌های Phasianus گونه چندزنی با حرمسرا هستند که دارای دودیسی جنسی هستند که در آن نرها بزرگ و استادانه با پرهای رنگی و درخشان، گوش‌پر، غبغبک، مهمیز و دم بلند آراسته می‌شوند، در مقایسه با مادهها است که تزئین‌نشده با پوشش پرهای کدر هستند. آنها یک سیستم جفت‌گیری چندماده‌ای دارند که مبتنی بر دفاع نرها از مناطق جفت‌گیری در طول فصل تولیدمثل در اوایل بهار برای کنترل دسترسی به ماده‌ها برای منابع با کیفیت بالاتر و دفاع در برابر شکار است. ماده‌ها آزادند که بین مناطق مختلف نر حرکت کنند و به آنها اجازه می‌دهد با انتخاب جفت با کیفیت بالا و مناطقی با منابع بهتر برای فرزندان خود از مزایای مستقیم یا غیرمستقیم بهره‌مند شوند. جوجه قرقاول‌ها زودرس هستند؛ بنابراین، نرها برای جوان‌های خود هیچ مراقبت والدینی ارائه نمی‌کنند.
ماده‌ها از انتخاب نرهایی با تزیینات برجسته‌تر سود خواهند برد، زیرا فرزندان او نیز این ژن‌ها را به ارث می‌برند و بقا و شانس تولیدمثل را افزایش می‌دهند (فرضیه پسر سکسی).